# دسمان
منطقة دسمان منطقة كويتية تشكل الجزء الشرقي من مدينة الكويت تضم قصر دسمان مقر أمير الكويت الثالث عشر الشيخ جابر الأحمد الصباح وكذلك أبراج الكويت ودسمان بالأصل منطقة قديمة وصغيرة، كانت من أحياء مدينة الكويت سابقاً وهي مطلة على البحر.

## معالم تمتاز بها المنطقة
- رأس العجوزة، وهو لسان من يابسة ممتد في البحر تقع عليه أبراج الكويت.
- أبراج الكويت، وتعتبر أهم معلم في دولة الكويت.
- قصر دسمان، من القصور التاريخية للأسرة الحاكمة (مقر الحكم في فترة سابقة).<ref>{{استشهاد بكتاب |مؤلف=نورية صالح الرويح |عنوان=القصر المسكون: دراسة في الرمزية المكانية لقصر الدسمان |ناشر=مؤسسة الكويت للتقدم العلمي |سنة=2012 |صفحات= [أدخل أرقام الصفحات ذات الصلة بموقع القصر أو وصفه]}}</ref>
- آكوا بارك، حديقة ألعاب مائية.
- السفارة البريطانية والسعودية.